# Est-ce que tu m'aimes?
Est-ce que tu m'aimes? is een lied van de Franse zanger Maître Gims uit 2015. Het is de eerste single van zijn tweede studioalbum Mon cœur avait raison.
Het nummer werd een grote hit in Frankrijk, België, Italië, Denemarken en Tsjechië. In Frankrijk, Maître Gims' thuisland, haalde het de 3e positie. In Nederland bleef het steken op een 15e positie in de Tipparade. In de Vlaamse Ultratop 50 haalde het de 19e positie.